# Einkommensteuererklärung
Die Einkommensteuererklärung ist die schriftliche Erklärung eines Steuerpflichtigen über seine Einkommensverhältnisse. Sie dient als Grundlage für die Ermittlung der festzusetzenden Einkommensteuer. Sie wird von dem Steuerpflichtigen oder seinem Bevollmächtigten (meist einem Steuerberater oder Lohnsteuerhilfeverein) gegenüber dem Finanzamt eingereicht. Dort wird sie geprüft und die zu entrichtende Einkommensteuer sowie gegebenenfalls der Solidaritätszuschlag und die Kirchensteuer mittels Steuerbescheid festgesetzt. Wurde eine höhere Steuer vorausgezahlt als im Bescheid errechnet, wird der Unterschiedsbetrag erstattet.
Nach Angaben des Statistischen Bundesamtes lag für Arbeitnehmer die Rückerstattung für das Jahr 2021 durchschnittlich bei 1172 Euro, während die durchschnittliche Nachzahlung 1160 Euro betrug.

## Form, Vordrucke und elektronische Übermittlung

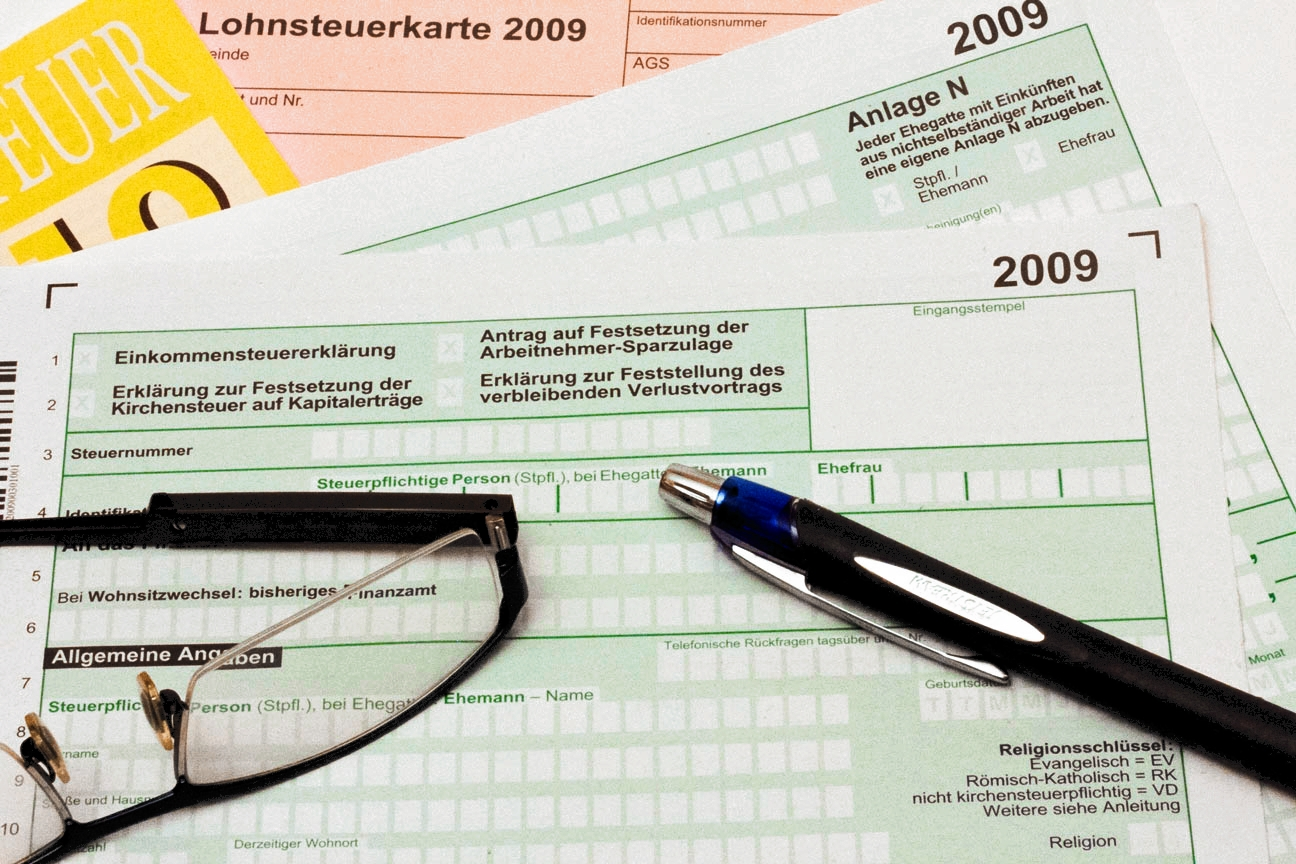
Formular Einkommensteuererklärung

ELSTER – das Online-Finanzamt

Die Steuererklärung ist nach amtlich vorgeschriebenem Vordruck beim zuständigen Finanzamt abzugeben oder elektronisch nach amtlich vorgeschriebenem Datensatz über das Internet (§ 150 AO); nur wenn beides nicht möglich ist, kann sie direkt an Amtsstelle zur Niederschrift erklärt werden. Seit 2011 ist die Erklärung verpflichtend elektronisch an das Finanzamt zu übermitteln, wenn Einkünfte aus Land- und Forstwirtschaft, Gewerbebetrieb oder selbständiger Arbeit erzielt werden (§ 25 Abs. 4 EStG); bei diesem Personenkreis wird nur im Ausnahmefall noch die Papierform zugelassen, beispielsweise wenn die technischen Voraussetzungen fehlen. Alle anderen Steuerzahler, wie Arbeitnehmer und Rentner, können wählen, ob sie die Einkommensteuererklärung elektronisch oder in Papierform einreichen wollen. Die Papier-Vordrucke sind bei den Finanzämtern erhältlich oder als Download zum Ausdrucken im Formular-Management-System der Bundesfinanzverwaltung. Für die elektronische Übermittlung kann das von der Finanzverwaltung eingerichtete ELSTER-Portal genutzt werden oder die Software von Drittanbietern, die ELSTER unterstützen.
Das elektronische Angebot startete – zunächst vollständig auf freiwilliger Basis – Ende der 1990er Jahre und ist heute die vorherrschende Abgabeform. Im Jahr 2017 reichten für die Steuerjahre davor insgesamt 22,1 Millionen Personen Einkommensteuererklärungen über das Internet ein, im Jahr 2021 stieg diese Zahl weiter auf 31,6 Millionen. Zum Vergleich: laut Einkommensteuerstatistik wurden für das Steuerjahr 2018 bundesweit 42,7 Millionen Personen zur Einkommensteuer veranlagt.
Formulare zur Einkommensteuererklärung (Steuerjahr 2024):
- Hauptvordruck – frühere Bezeichnung: Mantelbogen – mit allgemeinen Angaben zur Person:
  - Formular ESt 1 A: Einkommensteuererklärung für unbeschränkt steuerpflichtige Personen
  - Formular ESt 1 V: Vereinfachte Einkommensteuererklärung für Arbeitnehmer (bis 2018, danach ersatzlos entfallen)
  - Formular EZVA: Vereinfachte Einkommensteuererklärung für Rentner (nur in Brandenburg, Bremen, Mecklenburg-Vorpommern, Sachsen)
  - Formular ESt 1 C: Einkommensteuererklärung für beschränkt steuerpflichtige Personen

- Anlagen für die verschiedenen Einkunftsarten:
  - Anlage AUS: Ausländische Einkünfte
  - Anlage G: Einkünfte aus Gewerbebetrieb
  - Anlage KAP: Einkünfte aus Kapitalvermögen
    - Anlage KAP-BET: Beteiligung an Kapitaleinkünften
    - Anlage KAP-INV: z. B. für im Ausland verwahrte Investmentanteile

  - Anlage L: Einkünfte aus Land- und Forstwirtschaft
  - Anlage N: Einkünfte aus nichtselbständiger Arbeit
    - Anlage N-AUS: ausländische Einkünfte aus nichtselbständiger Arbeit
    - Anlage N-Gre: spezieller Erfassungsbogen für Grenzgänger in Baden-Württemberg (Arbeitsplatz in Frankreich, Schweiz oder Österreich)
    - Anlage N-Doppelte Haushaltsführung für Werbungskosten bei doppelter Haushaltsführung
    - Anlage Mobilitätsprämie: für den Antrag auf Mobilitätsprämie

  - Anlage R: Sonstige Einkünfte Unterfall Renten und andere Leistungen
    - Anlage R-AUS: ausländische Renten
    - Anlage R-AV/bAV: Leistungen aus Altersvorsorgeverträgen (z. B. Riester-Rente) und aus der betrieblichen Altersversorgung

  - Anlage S: Einkünfte aus selbständiger Arbeit
  - Anlage SO: Sonstige Einkünfte, z. B. private Veräußerungsgeschäfte
  - Anlage V: Einkünfte aus Vermietung und Verpachtung bebauter Grundstücke
    - Anlage V-FeWo bei Vermietung von Ferienwohnungen und kurzfristiger Vermietung
    - Anlage V-Sonstige bei Beteiligung an Vermietungseinkünften und anderen Varianten

- Anlagen für die Gewinnermittlung:
  - Anlagen 13a und AV13a: Gewinnermittlung nach Durchschnittssätzen für  Land-/Forstwirte
  - Anlage 34a: bei Thesaurierungsbesteuerung
  - Anlage 34b: Einkünfte aus außerordentlichen Holznutzungen
  - Anlage Corona-Hilfen: Angaben zu Sofort- und Überbrückungshilfen und vergleichbaren Zuschüssen
  - Anlagen EÜR und AVEÜR sowie weitere ergänzende Anlagen: Einnahmenüberschussrechnung (Gewinnermittlung nach § 4 Abs. 3 EStG) und Anlageverzeichnis/Ausweis des Umlaufvermögens
  - Anlage Zinsschranke: Betriebsausgabenabzug für Zinsaufwendungen

- Anlagen für Sonderausgaben, außergewöhnliche Belastungen, Steuerermäßigungen:
  - Anlage Außergewöhnliche Belastungen: außergewöhnliche Belastungen, Behinderten-Pauschbetrag, Hinterbliebenen-Pauschbetrag, Pflege-Pauschbetrag
  - Anlage AV: Altersvorsorgebeiträge als Sonderausgaben nach § 10a EStG, also die Riester-Rente
  - Anlage Energetische Maßnahmen: Steuerermäßigung für energetische Maßnahmen an eigengenutzten Wohngebäuden
  - Anlage FW: Förderung des Wohneigentums
  - Anlage Haushaltsnahe Aufwendungen: 
haushaltsnahe Beschäftigungsverhältnisse, Dienstleistungen und Handwerkerleistungen
  - Anlage Kind: Angaben zur steuerlichen Berücksichtigung der Kinder
  - Anlage K: Übertragung von Kinderfreibeträgen und Erziehungsfreibetrag
  - Anlage Sonderausgaben: Sonderausgaben wie Kirchensteuer und Zuwendungen (Spenden und Mitgliedsbeiträge)
  - Anlage U: Unterhaltsleistungen an den geschiedenen oder dauernd getrenntlebenden Ehegatten als  Sonderausgabe
  - Anlage Unterhalt: Unterhaltsleistungen an bedürftige Personen als außergewöhnliche Belastung
  - Anlage Vorsorgeaufwand: Vorsorgeaufwendungen (Versicherungsbeiträge)

- Weitere Anlagen:
  - Anlage St: statistische Angaben, muss alle drei Jahre von Steuerpflichtigen mit Einkünften aus Land- und Forstwirtschaft, Gewerbebetrieb, selbständiger Arbeit oder Vermietung und Verpachtung abgegeben werden, aktuelles Statistik-Jahr ist 2013 (für 2016 und 2019 wurden keine Daten erhoben)
  - Anlage VL: Bescheinigung über vermögenswirksame Leistungen (ab 2017 entfallen, Datenübermittlung nur noch elektronisch)
  - Anlage Sonstiges: sonstige Angaben und Anträge, z. B. Verlustabzug
  - Anlage WA-ESt: weitere Angaben und Anträge in Fällen mit Auslandsbezug

- spezielle formlose Aufstellungen / Anlagen / Nebenrechnungen
- Belege optional, werden bei Bedarf vom Finanzamt angefordert (beispielsweise Steuerbescheinigungen, Spendenquittungen, Nachweise für Werbungskosten)

## Abgabepflicht/Pflichtveranlagung

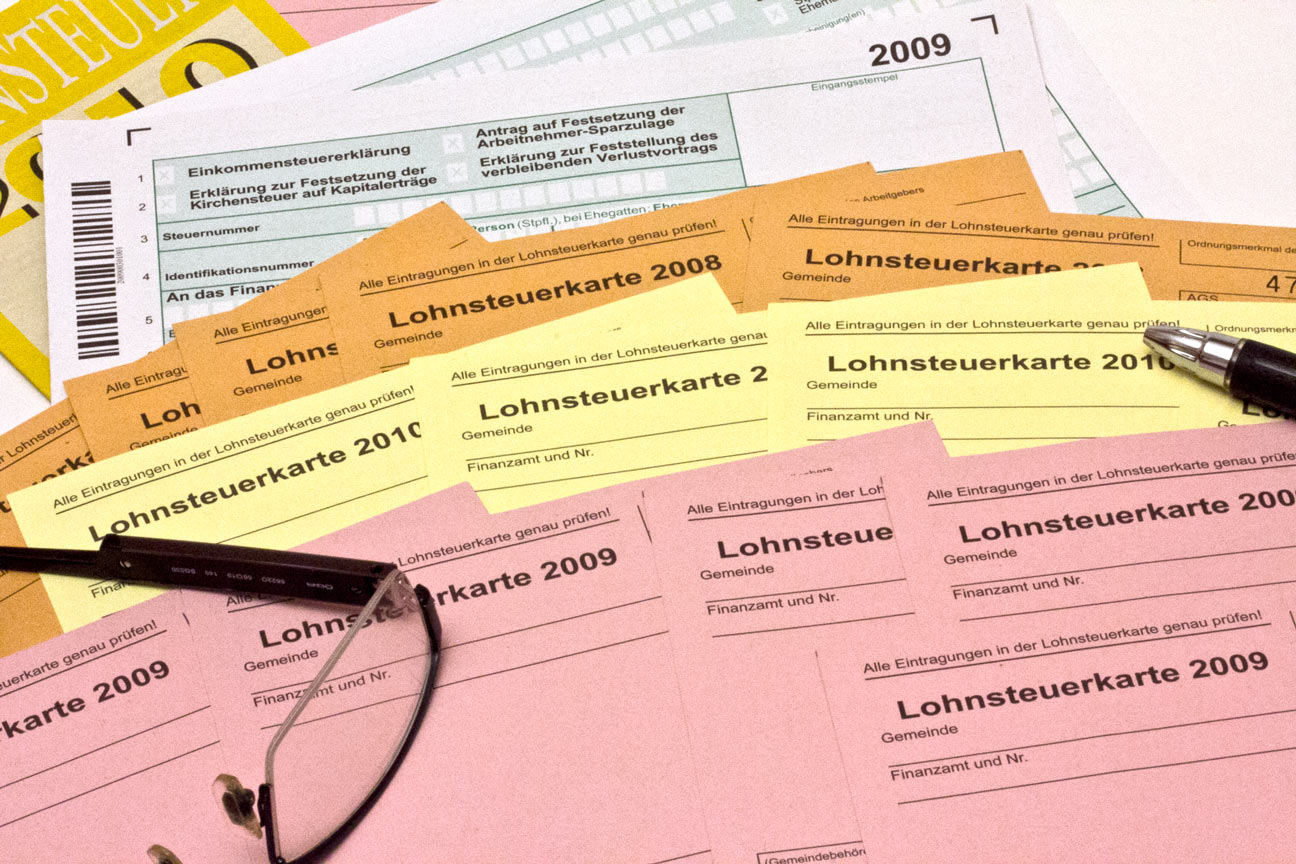
Lohnsteuerkarten – ab 2011 ausgedient

Die Pflicht zur Abgabe einer Einkommensteuererklärung ist in § 149 Abs. 1 AO und § 25 EStG allgemein geregelt und in den Paragraphen § 56 EStDV und § 46 EStG konkretisiert.
In § 46 EStG ist die Abgabepflicht der Arbeitnehmer geregelt. Bei Vorliegen von mindestens einem der folgenden Fälle müssen Arbeitnehmer eine Einkommensteuererklärung abgeben:
- Einkünfte, die dem Progressionsvorbehalt unterliegen (Arbeitslosengeld, Kurzarbeitergeld, Elterngeld etc.) von mehr als 410 Euro
- andere Einkünfte ohne Lohnsteuerabzug, zum Beispiel Vermietungseinkünfte oder Renten, von mehr als 410 Euro (nach Abzug eines eventuellen Altersentlastungsbetrags und eines Freibetrags für Land- und Forstwirtschaft)
- bei Bezug von Arbeitslohn in der Lohnsteuerklasse VI
- bei Erstattung von Beiträgen zur Kranken- oder Pflegeversicherung von mehr als 410 Euro und der Arbeitslohn überschreitet einen bestimmten Betrag (die Summe aus Grundfreibetrag, Arbeitnehmer-Pauschbetrag und Sonderausgaben-Pauschbetrag)
- Ehegatten/Partner hatten die Steuerklassenkombination III / V oder IV mit einem eingetragenen Faktor, wenn beide Arbeitslohn bezogen haben
- in den elektronischen Lohnsteuerabzugsmerkmalen (ELStAM, früher: Lohnsteuerkarte) oder auf der Ersatzbescheinigung wurden Freibeträge eingetragen, ausgenommen Pauschbeträge für behinderte Menschen und Hinterbliebene sowie der Alleinerziehendenentlastungsbetrag und Kinderfreibetrag, und der Arbeitslohn überschreitet einen bestimmten Betrag (die Summe aus Grundfreibetrag, Arbeitnehmer-Pauschbetrag und Sonderausgaben-Pauschbetrag)
- Personen, die nicht zusammenveranlagt werden, und eine andere Verteilung wählen als die 50-prozentige Aufteilung für den Ausbildungsfreibetrag oder den Behindertenpauschbetrag; in diesem Fall müssen beide Elternteile eine Steuererklärung abgeben
- bei ermäßigt besteuerten Entschädigungen oder Arbeitslohnzahlungen für mehrere Jahre, die auf der Lohnsteuerbescheinigung in einer besonderen Spalte ausgewiesen sind
- bei Sonderzahlungen und Wechsel des Arbeitgebers im selben Jahr, wenn der neue Arbeitgeber bei der Lohnsteuerberechnung die Vorarbeitgeberwerte nicht berücksichtigt hat; in diesem Fall ist die Lohnsteuerbescheinigung mit dem Kennbuchstaben S markiert
- die Ehe/Partnerschaft wurde geschieden bzw. durch Tod beendet, und einer der Ehegatten/Partner hat im selben Jahr wieder geheiratet
- auf der Lohnsteuerkarte wurde ein Ehegatte/Partner berücksichtigt, der im EU-Ausland lebt (bestimmte Voraussetzungen sind zu beachten, siehe § 1a EStG)
- Wohnsitz im Ausland und Beantragung der unbeschränkten deutschen Steuerpflicht.

Steuerpflichtige ohne Arbeitslohn sind in den folgenden Fällen abgabepflichtig:
- Einkünfte liegen über dem Grundfreibetrag.
- Der Ehegatte/Partner ist Arbeitnehmer und erfüllt eine der oben genannten Voraussetzungen.
- Es ist ein Verlustvortrag vorhanden.

Darüber hinaus besteht eine Abgabepflicht, wenn Kapitaleinkünfte erzielt wurden, die nicht der Abgeltungsteuer unterlegen haben, z. B. aus Geldanlagen bei ausländischen Anlageinstituten (§ 32d Abs. 3 EStG).
Schlussendlich muss eine Einkommensteuererklärung abgegeben werden, wenn das Finanzamt dazu auffordert (§ 149 Abs. 1 S. 2 AO).

## Antragsveranlagung
Soweit nicht eine Pflicht zur Abgabe einer Steuererklärung besteht (siehe oben), kann freiwillig eine Steuererklärung abgegeben und damit die Durchführung einer Einkommensteuerveranlagung beantragt werden (Antragsveranlagung). Die Antragsveranlagung tritt an die Stelle des früheren Lohnsteuerjahresausgleichs. Eine Antragsveranlagung ist vor allem dann sinnvoll, wenn mit einer Einkommensteuererstattung gerechnet wird, zum Beispiel bei:
- Werbungskosten, die über die Werbungskostenpauschbeträge hinausgehen
- Sonderausgaben, außergewöhnliche Belastungen
- Aufwendungen für haushaltsnahe Beschäftigungsverhältnisse, Dienstleistungen und Handwerkerleistungen
- Starke Schwankung im Einkommen, etwa im Jahr des Endes einer Berufsausbildung
- Zeiten von Nichtbeschäftigung (wie Arbeitslosigkeit, Elternzeit) und Zeiten mit Einkünftebezug innerhalb eines Jahres
- Anrechnung von Kapitalertragsteuer

## Fristen
Bei Abgabepflicht ist die Einkommensteuererklärung bis zum 31. Juli des auf den Veranlagungszeitraum folgenden Jahres an das Finanzamt zu übermitteln (§ 149 AO). Auf Antrag kann das Finanzamt diese Frist verlängern. Wer seine Steuererklärung von einem Steuerberater oder Lohnsteuerhilfeverein erstellen lässt, erhält auch ohne gesonderten Antrag eine Fristverlängerung bis Ende Februar des übernächsten Jahres; jedoch kann das Finanzamt in bestimmten Fällen davon abweichen und zu einer vorzeitigen Abgabe auffordern. Für Land- und Forstwirte mit vom Kalenderjahr abweichendem Wirtschaftsjahr endet die allgemeine Frist sieben Monate nach dem Schluss des Wirtschaftsjahres. Diese Regelungen gelten für Steuerjahre ab 2018; zuvor waren Steuererklärungen bereits bis zum 31. Mai im folgenden Jahr abzugeben, mit Steuerberater bis zum 31. Dezember.
Aufgrund der Corona-Pandemie gelten für die Veranlagungszeiträume 2019 bis 2024 Sonderregelungen. Die Abgabefrist für die Steuererklärungen 2020/2021 wurde um drei Monate bis zum 31. Oktober des Folgejahrs verlängert (mit Steuerberatung: 31. August des zweiten Folgejahres); danach verkürzt sich die Sonderfrist um jeweils einen Monat pro Jahr.
Die Frist für die Abgabe einer freiwilligen Steuererklärung (Antragsveranlagung) betrug bis 2007 gemäß § 46 Abs. 2 Nr. 8 EStG a.F. zwei Jahre. Seit dem Wegfall dieser Regelung zum Jahresanfang 2008 gilt die allgemeine Festsetzungsfrist nach § 169 Abs. 2 Nr. 2 AO, die vier Jahre beträgt.